# دانشگاه بیلگی استانبول
دانشگاه بیلگی (دانش) استانبول در سال ۱۹۹۶ توسط بنیاد آموزش علم و فرهنگ در استانبول تأسیس شد در حال حاضر ۷۰۰۰ دانشجو از ۲۶ کشور دنیا در آن مشغول به تحصیل هستند کهِ ۱۴۰۰ نفر بورسیه می‌باشند.
دانشگاه در محله‌های تقسیم، قوش تپه و دولاب دره ساختمانهای مدرنی دارد. مجموع رشته‌های آن۲۸ مورد است.
در کتابخانه مرکزی آن امکانات کتاب، نشریات ادواری و اطلاعات الکترونیکی وجود دارد. ضمن اینکه در بخش‌های مادر نیز کتابخانه‌هایی ایجاد می‌شود. باشگاه‌های دانشجویی دانشگاه در بسیاری از زمینه‌ها فعالیت می‌نمایند.
دانشگاه تلویزیون و رادیو نیز دارد. آموزش مبتنی بر پرداخت شهریه است. هزینه ثبت نام برای دانشکده اقتصاد و علوم اداری ۷۳۸۵ دلار و برای دوره پیش دانشگاهی ۷۰۵۰ دلار است. مبلغ فوقِ شامل مالیات نمی‌شود. پرداختها در دو قسط انجام می‌شود.

## رشته‌های تحصیلی دانشگاه
کامپیوتر، ادبیات تطبیقی، ریاضیات، روانشناسی، جامعه‌شناسی، تاریخ، موسیقی، اقتصاد، مدیریت، علوم سیاسی، امور مالی بین‌المللی، روابط بین‌الملل، روابط مردم، نظام‌های ارتباط رسانه‌ای، تبلیغات، سینما-تلویزیون، روزنامه‌نگاری تلویزیونی، طراحی ارتباط بصری، هنرهای صحنه و نمایش و مدیریت عمومی و طراحی لباس